# Yvonne Maisonneuve
Pour les articles homonymes, voir Maisonneuve.
Marie Yvonne Célanire Maisonneuve, dite « mère Yvonne », est la fondatrice de l’association Le Chaînon, organisme qui vient en aide à des femmes et des enfants dans le besoin depuis 1932.

## Jeunesse
Elle est née le 20 avril 1903 dans la paroisse Saint-Édouard à Montréal alors que ses parents habitaient chez ses grands-parents. La famille s'est établie dans le quartier Côte-des-Neiges à partir de 1905. Son père, qui était forgeron, lui a enseigné ce qui lui avait le mieux servi dans sa vie comme l’économie et le travail. Elle a étudié chez les Sœurs de Sainte-Croix.
Elle est connue dès son plus jeune âge pour sa foi et son don pour l’orgue. Sa mère décédant en 1914, Yvonne, alors âgée de onze ans, a donc été obligé de s’occuper de ses trois petites sœurs. Cet événement accéléré sa maturité. Sa petite sœur Juliette décédant à 11 ans. Son père se remarie en 1915 avec la sœur de sa mère, Alexandrine. Cette nouvelle belle-mère était une ancienne religieuse, qui était sortie du couvent pour le bien de la famille. Yvonne aura quatre frères et une sœur de cette union.

## Le Chaînon
La plupart des institutions sociales de l’époque étaient alors tenues par des institutions religieuses. Les femmes qui voulaient pratiquer un métier lié aux soins ou à l’éducation devaient prendre le voile. L’enseignement et les connaissances apprises lors de son séjour chez les religieuses lui serviront pour fonder son association. À l’âge de 29 ans, elle prend alors la décision de fonder l’association Notre-Dame-de-la-Protection. Cette initiative lui est venu par le Comité des chômeuses à collet blanc, qui cherchait une jeune fille « sérieuse, charitable et dynamique ».
Le 18 décembre 1932, elle ouvre donc son premier refuge, au troisième étage du 366, avenue Fairmount à Montréal. Elle mendiait pour avoir les biens nécessaires et écrivait à des compagnies et des hôtels pour obtenir de la nourriture et même de la vaisselle cassée. Des bienfaitrices, qu’elle avait connues pendant ses années chez les sœurs, lui donnaient 10$ de subsistance pour elle et les six filles du refuge. Elle accueille toutes sortes de femmes : la jeune fille tombée enceinte d’un fiancé disparu par la suite, la chômeuse et celle qui est arrivée de la campagne et n’a pas de toit ou de famille en ville. Des déménagements successifs suivent, soit pour une indépendance face à ses bienfaitrices, qui demandent trop souvent des comptes, soit pour des locaux dans des quartiers moins chers. Elle s’établit définitivement sur la rue de La Gauchetière en 1940. Elle aura alors aidé plus de 3500 femmes en 8 ans.
À partir de 1938, des femmes lui viennent en aide pour s’occuper de l’association et choisissent une vie de religieuses sans l'être. Elles avaient ce même goût d’indépendance que leur « Mère » et devaient prononcer des vœux et promettre de ne pas avoir de vie professionnelle ou familiale. Elles vivaient sur place pour s’assurer du bien-être des pensionnaires sans aucun salaire et pouvaient devenir associées après 7 ans de service. Entre 1940 et 1950, il y avait une vague de recrutement pour obtenir de l’aide de jeunes filles.
La Seconde Guerre mondiale menait à une hausse du nombre de femmes dans le besoin qui cherchaient refuge à l’association. Il y avait alors plusieurs maisons de l’association pour aider ces femmes, et une d’entre elles était même réservée aux jeunes filles qui n’avaient pas de foyer. C’était la première association qui acceptait toutes celles qui se présentent pour y adhérer : handicapées, aveugles, problèmes de santé etc. Si elles souhaitent apporter leur aide, elles étaient les bienvenues, peu importe leur état de santé. En 1965, il y avait plus de 30 associées.
Face au nombre croissant de femmes dans le besoin, Mère Yvonne Maisonneuve cherchait l’aide de la ville pour obtenir un soutien financier. Après un rejet en 1940, elle obtenait en 1950 une subvention de 600$ par mois. La même année, elle a de nouveau le soutien du cardinal Paul-Émile Léger, qui lui donnera un décret d’approbation canonique. La ville de Montréal a donc payé la note de 40 000 $ pour des rénovations à la maison du 101, rue de la Gauchetière. C’était grâce à des bienfaiteurs que l’institution a réussi à continuer ses activités en payant le chauffage et d’autres nécessités de base.
L'association s'installe rue de l'Esplanade qui est, aujourd'hui, devenu un monument historique.

### Protection de la jeune fille
En 1930, l’association rejoignait au réseau international de la protection de la jeune fille. L’exode rural poussait de nombreuses jeunes filles à se diriger vers la ville pour trouver du travail. Des associations de femmes s’inquiétaient de leur sort, craignaient qu’elles finissent dans la traite des blanches et installaient donc des kiosques d’informations pour les jeunes filles dans les gares et d’autres lieux publics.
Le Chaînon avait un kiosque à la gare de Windsor et un autre à la gare centrale de Montréal pour leur indiquer des logements et des informations nécessaires pour leur aider lors de leurs séjours dans la ville. Le Chaînon réservait même des étages pour les jeunes filles avec des salaires minimes pour qu’elles puissent s’y loger à très faibles coûts.

## Retraite et décès

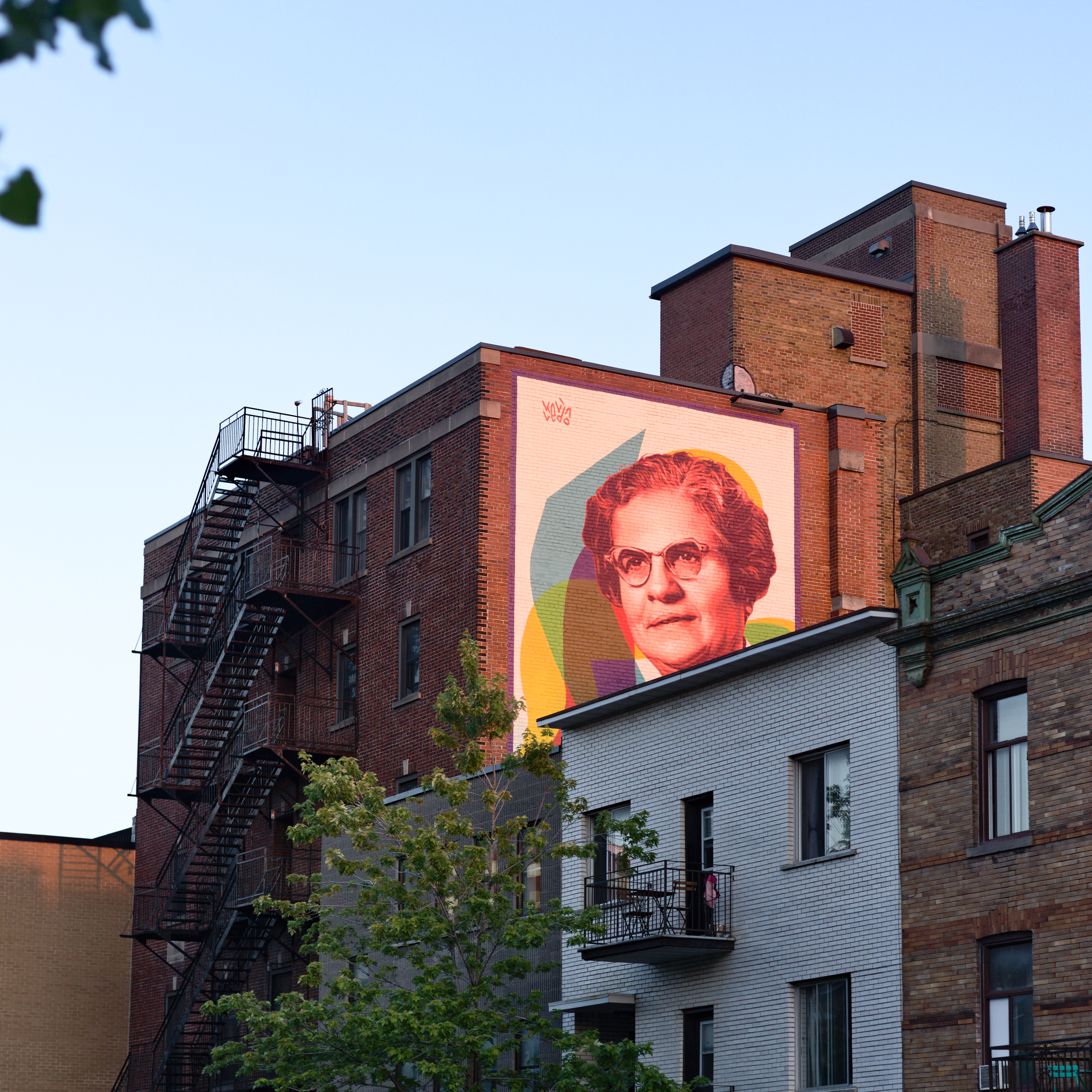
Murale, rue Saint-Urbain

À partir de 1950, elle commençait à ressentir les premiers symptômes de la maladie d’Alzheimer. Elle était épuisée par cette vie d’aide et de recherche de solutions constantes à faire vivre une association, pendant de longues années, avec très peu de moyens. En 1965, elle prend sa retraite à l’âge de 62 ans, et certaines associées quittent l'association en même temps qu’elle pour s’en occuper. Elle décède le 25 décembre 1980.
"Afin d’honorer cette femme remarquable, en septembre 2017, le parc Hutchison-Avenue-des-Pins change de nom pour celui du parc Yvonne-Maisonneuve. Et, au mois d’octobre 2022, à l’occasion des festivités entourant le 90e anniversaire du Chaînon, une murale la représentant, réalisée par l’artiste Kevin Ledo, est créée en son honneur au 4382, rue Saint-Urbain près de l’avenue Mont-Royal. Ainsi Yvonne Maisonneuve continuera longtemps d’illuminer la ville et de veiller sur les femmes de Montréal".

## Note et Référence
1. 1 2 3  « Yvonne Maisonneuve, "Mère Yvonne", Humaniste et avant-gardiste, fondatrice du Chaînon », sur Cursillos (consulté le 21 mars 2020)
2. 1 2 3 4 5 6 7 8  Sylvie Halpern, Le Chaînon  : la maison de Montréal, Montréal, Éditions A. Stanké, 1998 (lire en ligne)
3. 1 2 3 4  « Le Chaînon, 80 ans d’histoire », Châtelaine, 7 mars 2013 (consulté le 21 mars 2020)
4. 1 2 3  Denyse Baillargeon, Brève histoire des femmes au Québec, Montréal, Boréal, 2012, 279 p.
5. ↑  « À la mémoire de grandes femmes d’ici », La presse plus,‎ 2016 (lire en ligne)
6. ↑  « Le Chainon, une histoire de solidarité », Les archives de Radio-Canada,‎ 2017 (lire en ligne)
7. 1 2  « Yvonne Maisonneuve – Une femme au cœur grand comme le chainon qu’elle a fondé », sur lechainon.org (consulté le 31 octobre 2019)
8. ↑  Éric Bédard, « Les Maisonneuve », Le journal de Québec,‎ 3 novembre 2012 (lire en ligne)
9. ↑  Hélène-Andrée Bizier, Une histoire des Québécoises en photos, Éditions Fides, 2007, p.232 a 233
10. ↑  « Yvonne Maisonneuve, mère du Chaînon », sur Encyclopédie du MEM, 8 décembre 2022 (consulté le 12 octobre 2023)